# Крайт багатосмугий
Крайт багатосмугий (Bungarus multicinctus) — вид отруйних змій родини аспідових (Elapidae).

## Поширення
Ця змія поширена у Тайвані, на півдні Китаю (включаючи Гонконг, Хайнань), М'янмі, Лаосі, Північному В'єтнамі, Таїланді.

## Опис
Це змія середнього і великого розміру, сягає в середньому близько від 1 до 1,5 м (3,3 до 4,9 футів) завдовжки, максимум 1,85 м (6,1 футів). Тіло чорного забарвлення з білими поперечними смугами.